# Montgobert
Montgobert är en kommun i departementet Aisne i regionen Hauts-de-France i norra Frankrike. Kommunen ligger  i kantonen Villers-Cotterêts som ligger i arrondissementet Soissons. År 2022 hade Montgobert 202 invånare.

## Befolkningsutveckling
Antalet invånare i kommunen Montgobert
Referens: INSEE